# Hartmut Behrendt
Hartmut Georg Behrendt (* 30. Mai 1935 in Insterburg; † 30. November 2020 in Großburgwedel) war ein deutscher Offizier des Heeres, zuletzt Generalmajor der Bundeswehr.

## Leben
Hartmut Behrendt trat zum 1. Mai 1956 in die Bundeswehr ein und erhielt bis Ende 1957 eine Ausbildung bei der Panzertruppe beim Panzerlehrbataillon in Munster.
| Datum         | Dienstgrad     |
| ------------- | -------------- |
| 30. Sep. 1957 | Leutnant       |
| 1. Okt. 1960  | Oberleutnant   |
| 4. Dez. 1964  | Hauptmann      |
| 3. Sep. 1968  | Major          |
| 26. Apr. 1971 | Oberstleutnant |
| 1. Feb. 1978  | Oberst         |
| 1. Juli 1983  | Brigadegeneral |
| 1. Apr. 1985  | Generalmajor   |

Anschließend diente er für ein Jahr als Zugführer beim Panzerbataillon 2, dem späteren Panzerbataillon 204, in Hemer. Von Februar 1959 bis 31. März 1965 war er Kompaniechef beim Panzerbataillon 33. Als S3 im Stab der Panzerbrigade 3 in Nienburg war er bis Ende September 1966 eingesetzt.
Es folgte die Teilnahme am 9. Generalstabslehrgang Heer der Führungsakademie der Bundeswehr in Hamburg, wo er zum Offizier im Generalstabsdienst ausgebildet wurde. Danach wurde er G4 der Panzerbrigade 6 in Neustadt, dann wechselte er als G1 zur 2. Jägerdivision in Marburg bis 30. Juni 1971. Für die nächsten knapp 2 Jahre war er Adjutant des Inspekteurs des Heeres im Bundesministerium für Verteidigung in Bonn. Am 1. Oktober 1973 wurde er Kommandeur des Panzerlehrbataillons 93 in Munster und blieb dies bis 31. März 1976.
Vom 5. September 1975 bis 6. Februar 1976 war er, zeitgleich zu seinem Kommando für das Panzerlehrbataillons 93, Teilnehmer des 47. Lehrgangs am NATO Defence College in Rom und anschließend bis 31. August 1978 Dozent und Tutor an der Führungsakademie der Bundeswehr in Hamburg.
Anschließend wechselte er als G 3-Stabsoffizier zur NATO. Hier diente er bis Ende März 1980 als Dezernent für Nuklear- und Rüstungskontrollpolitik beim Deutschen Militärischen Vertreter im NATO-Militärausschuss und anschließend für ein Jahr im Internationalen Militärstab.
Von Anfang April 1981 bis 30. Oktober 1983 war er Kommandeur der Panzerbrigade 21 in Augustdorf und abschließend Brigadegeneral. Er wechselte dann als stellvertretender Leiter in den Planungsstabs des Bundesministers der Verteidigung in Bonn. 1985 war er mit dem ehemaligen Ministeradjutanten Oberst Jörg Schönbohm, seinem Nachfolger als Kommandeur der Panzerbrigade 21, in die sogenannte Kießling-Affäre verwickelt, in der 1984 dem damaligen stellvertretenden NATO-Oberbefehlshaber Europa General Günter Kießling Erpressbarkeit wegen seiner angeblichen Homosexualität vorgeworfen wurde. Mit seiner Beförderung zum Generalmajor am 1. April 1985, die aufgrund der vorangegangene Affäre durch den Spiegel kritisch kommentiert wurde, wurde er bis 30. September 1987 Chef des Stabes im Führungsstab des Heeres, ebenfalls in Bonn.
Vom 1. Oktober 1987 bis 31. März 1991 und erneut vom 1. April bis 28. September 1994 war er Kommandeur der 1. Panzerdivision in Hannover. Gleichzeitig war er Befehlshaber und Kommandeur des Wehrbereichskommandos II.
Von April 1991 bis Ende März 1994 war er Befehlshaber im Wehrbereich II in Hannover. Ende September 1994 wurde er in den Ruhestand versetzt.
Behrendt war unter anderem Vorsitzender der Hannoversch-Britischen-Gesellschaft.
Behrendt war verheiratet und Vater dreier Kinder.

## Auszeichnungen
- 1985: Verdienstorden der Bundesrepublik Deutschland 1. Klasse[1][3]
- 1994: Großes Verdienstkreuz des Niedersächsischen Verdienstordens[1][3]
- Rechtsritter des Johanniterordens